# Пуенте
Пуенте (ісп. міст) — це вихідний день в Іспанії, неробочий день, який припадає на день між вихідними та святами, створюючи тим самим довгі вихідні . Пуенте зазвичай виникає, коли свято припадає на вівторок або четвер, і тому працівники беруть понеділок або п'ятницю як пуенте, тобто вихідний день. Деякі підприємства повністю закриваються на ці дні.
У 2012 році, коли країна зіткнулася із кризою єврозони, уряд Іспанії на чолі з Маріано Рахоєм почав приймати заходи із перенесення державних свят на понеділок та п'ятницю. Метою було уникнути дні пуенте. Гейл Аллард, економіст IE Business School, заявила, що це може підвищити продуктивність. Іспанська католицька церква виступила проти заходу, який міг би перенести день Свята Непорочного зачаття.